# Andrés Torres Queiruga

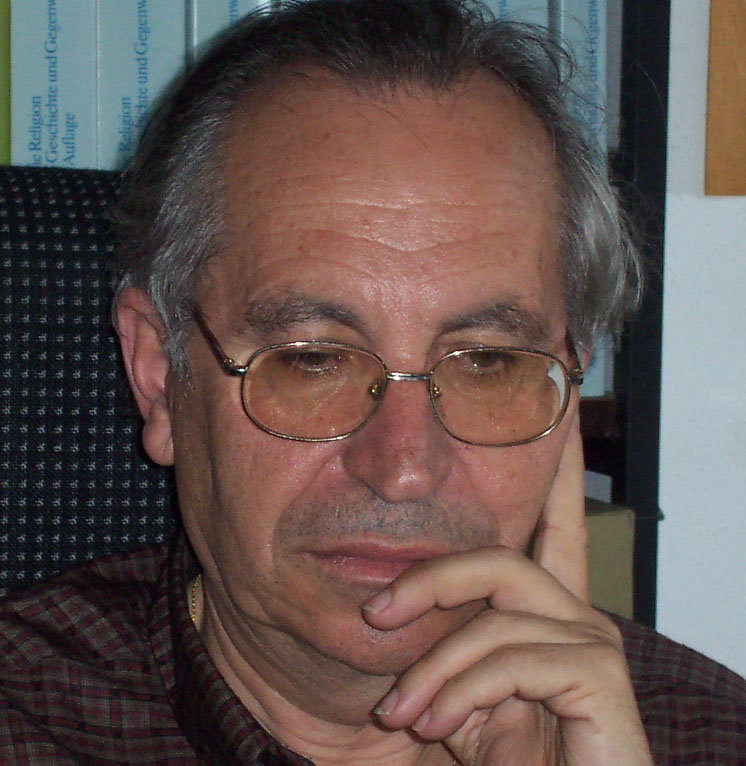
Andrés Torres Queiruga

Andrés Torres Queiruga (* 1940 in Ribeira, Provinz A Coruña) ist ein spanischer römisch-katholischer Theologe.

## Leben
Queiruga studierte römisch-katholische Theologie und Philosophie an der Universität Santiago de Compostela in Santiago de Compostela, an der Päpstlichen Universität Comillas in Madrid und an der Universität in Rom. Queiruga ist als Hochschullehrer für Katholische Theologie an der Universität Santiago de Compostela tätig. Queiruga ist Mitglied des Instituts Real Academia Gallega zur Förderung der galicischen Kultur und Sprache. Queiruga ist Mitherausgeber der theologischen Zeitschrift Concilium (International Journal for Theology).

## Werke (Auswahl)
- Die Offenbarung Gottes in der Verwirklichung des Menschen, Lang, Frankfurt am Main 1996.
- Die Wiederentdeckung der Schöpfung,  Wissenschaftliche Buchgesellschaft, Darmstadt 2008.
- Natürliches Gesetz und Theologie im säkularen Kontext. In: Concilium, Heft 3/2010.
- Das Neubedenken allen Übels. Von der Ponerologie zur Theodizee, Darmstadt 2018.